# Родино (Родинский район)
Ро́дино— село в Алтайском крае. Административный центр Родинского района и Родинского сельсовета.

## География
Село Родино находится на северной границе района, рельеф равнинный. На территории села есть искусственное озеро Кубы.
Климат
Климат в Родино близок к умеренно-холодному. Зима холодная и продолжительная (с конца октября до начала апреля), лето короткое (с начала июня до конца августа) и жаркое, характерны частые ветра юго-западного направления. Средняя годовая скорость ветра составляет 4,5 м/с, поэтому здесь часто случаются пыльные бури, суховеи и метели. Среднегодовая температура воздуха одна из самых высоких в крае: +2,2 °C. За год выпадает значительное количество осадков. Даже в засушливый месяц дожди идут регулярно. Выпадает около 318 мм осадков в год.
| Показатель | Янв.  | Фев.  | Март  | Апр. | Май  | Июнь | Июль | Авг. | Сен. | Окт. | Нояб. | Дек.  | Год   |
| --- | ----- | ----- | ----- | ---- | ---- | ---- | ---- | ---- | ---- | ---- | ----- | ----- | ----- |
| Абсолютный максимум, °C | 5,4   | 5,3   | 19,3  | 33,0 | 38,3 | 38,5 | 42,1 | 38,6 | 35,0 | 27,0 | 16,3  | 6,2   | 42,1  |
| Средний суточный максимум, °C | −12,1 | −10,9 | −3,3  | 9,4  | 19,7 | 25,3 | 27,1 | 24,3 | 18,7 | 8,0  | −2,9  | −9,5  | 8,1   |
| Средняя температура, °C | −16,8 | −16,2 | −8,7  | 3,9  | 12,8 | 18,5 | 20,6 | 17,7 | 12,0 | 3,4  | −7    | −13,9 | 2,2   |
| Средний суточный минимум, °C | −21,4 | −21,4 | −14   | −1,5 | 5,9  | 11,7 | 14,1 | 11,1 | 5,4  | −1,2 | −11,1 | −18,3 | −2,5  |
| Абсолютный минимум, °C | −44,8 | −43   | −33,1 | −25  | −7,4 | −2   | 3,2  | 0,0  | −6,6 | −23  | −38,9 | −43,5 | −44,8 |
| Норма осадков, мм | 17    | 14    | 14    | 19   | 30   | 34   | 53   | 39   | 24   | 31   | 25    | 18    | 318   |
| Источник: Средние температуры и осадки. ru.climate-data.org. Дата обращения: 23 июня 2022., Абсолютные минимумы и максимумы за 1971-2019 гг. pogodaiklimat.ru. Дата обращения: 23 июня 2022. |       |       |       |      |      |      |      |      |      |      |       |       |       |

Расстояние до областного центра Барнаул 320 км.
Ближайшие населённые пункты:
Степной Кучук 15 км, Каяушка 16 км, Раздольное 17 км, Новотроицк 17 км, Шаталовка 19 км, Степное 24 км, Красный Алтай 24 км, Вознесенка 24 км, Центральное 25 км, Ярославцев Лог 26 км, Тизек 26 км.
Транспорт
Район имеет разветвленную сеть автодорог. До ближайшей железнодорожной станции Новоблаговещенка возле посёлка Благовещенка 51 км.

## История
Село Родино в разные годы имело разные наименования: Родина, Родинский, Родинская, Родинское. Вначале это был заселок, по мере роста количества жителей, он становился поселком, деревней, затем получил статус села. В разные годы село относилось к Покровской, затем к Вознесенской и Родинской волостям. В XX веке село становится районным центром современного Родинского района.
На карте Благовещенского района 1835—1840 годов содержатся данные о селе Леньки. Юго-западнее села отмечено урочище Родина, вероятно, получившее название по имени одного из первых переселенцев.
В 1890—1891 годах состоялась первая разведка участка возле небольшого озерца в урочище Родина в степной части Покровской волости Барнаульского округа и заселение первых переселенцев, которые прибыли из Орловской, Полтавской, Могилевской, Курской и других губерний центральной России.
Участок, который заняли переселенцы, был отмежеван в 1891 году, этот год стал официальной датой образования села. В 1907 году в деревне открылась церковь в честь Рождества Св. Предтечи и Крестителя Господне Иоанна, деревня стала селом.
В июне 1896 года в селе Родина открылся медицинский пункт. К 1911 году в селе вели торговлю 4 лавки, хлебозапасный магазин, училище, 2 склада земледельческих машин. В нём проживали 6318 человек, к 1926 году — 5871 человек в 1114 дворах, а к 1935 году в Родино проживало 6840 человек.
После революции и во время коллективизации было создано несколько промартелей, в разное время организовывались колхозы: «имени Орджоникидзе, Яковлева, Литвинова, Дзержинского», «Красный партизан», «Червона Сибирь», «Красная весна», «Власть Советов», «Труженик Востока», «Красная заря». Работал совхоз «Овцевод».
С 01.01.1913 года Родино было центром одноимённой волости, а в 24.09.1924 году стало районным центром.

## Население
| 1926  | 1939  | 1959  | 1970  | 1979  | 1989  | 1997  | 1998  | 1999  | 2000  |
| ----- | ----- | ----- | ----- | ----- | ----- | ----- | ----- | ----- | ----- |
| 5871  | ↗6795 | ↗7087 | ↘6964 | ↗7787 | ↗8944 | ↗9367 | ↘9268 | ↗9400 | ↗9655 |
| 2001  | 2002  | 2003  | 2004  | 2005  | 2006  | 2007  | 2008  | 2009  | 2010  |
| ↗9692 | ↘9496 | ↗9577 | ↗9786 | ↘9628 | ↘9448 | ↘9354 | ↘9202 | ↘9184 | ↘8597 |
| 2011  | 2012  | 2013  | 2014  | 2015  | 2016  | 2017  | 2018  | 2019  | 2020  |
| ↘8585 | ↘8439 | ↘8233 | ↘8218 | ↘8174 | ↗8202 | ↗8218 | ↘8208 | ↘8113 | ↘7954 |
| 2021  |       |       |       |       |       |       |       |       |       |
| ↘7435 |       |       |       |       |       |       |       |       |       |

## Экономика и социальная сфера
В селе находятся предприятия по переработке сельхозпродукции: мельница, мясоконсервный комбинат, предприятие по изготовлению валяной обуви, обслуживающие предприятия, коммунально-строительное объединение, теплосети, предприятия связи, автотранспортные, торговые, бытовые предприятия, пивоваренный завод, когда-то были сырзавод, маслозавод, а также плодсовхоз.
В Родино находятся медицинское училище которое в октябре 2008 года получило статус колледжа, школы, детсады, детский оздоровительный лагерь «Орлёнок», медицинские учреждения, спортивные сооружения, библиотеки, детская школа искусств (художественное, музыкальное образование), спортивная школа, районный музей, музей истории и изобразительного искусства имени А. С. Цыбинова.

## Люди, связанные с селом
- Коробкин, Иван Петрович (1921—1944) — участник Великой Отечественной войны, Герой Советского Союза.
- Мошляк, Иван Никонович (1907—1981) — генерал-майор, Герой Советского Союза.